# Arnaldo Balay
Arnaldo Balay (ur. 2 września 1928, zm. 28 września 2006) – piłkarz argentyński, pomocnik, obrońca.
Balay karierę piłkarską rozpoczął w 1947 roku w drugoligowym wówczas klubie Los Andes Buenos Aires, gdzie grał do 1951 roku. W 1952 roku zadebiutował w pierwszej lidze będąc piłkarzem klubu Racing Club de Avellaneda.
Jako piłkarz klubu Racing wziął udział w turnieju Copa América 1955, gdzie Argentyna zdobyła tytuł mistrza Ameryki Południowej. Balay zagrał w dwóch meczach – z Urugwajem i Chile.
W Racingu grał do 1958 roku. Na koniec kariery, w latach 1959–1960 Balay był piłkarzem klubu Ferro Carril Oeste. Łącznie w pierwszej lidze argentyńskiej rozegrał 233 mecze i zdobył 1 bramkę.
W reprezentacji Argentyny Balay rozegrał w sumie 3 mecze, z czego 2 na turnieju Copa América.